# Regeringen Aleqa Hammond II
Regeringen Aleqa Hammond II var Grønlands regering fra 5. november 2013 til 1. oktober 2014. Den var en koalition bestående af Siumut, Atassut som fortsatte efter Partii Inuit havde forladt den første Aleqa Hammond-ragering. Siumut havde 7 ministre og Atassut 2. 

## Regeringen
På grund af uenighed om ophævelsen af forbuddet mod uranudvinding forlod Partii Inuit Regeringen Aleqa Hammond I den 23. oktober 2013, som stadig havde et snævert flertal med Siumut og Atassut. Minsteriet for Bolig, Natur og Miljø som Miiti Lynge fra Partii Inuit havde været minister for, blev delt og Siverth K. Heilmann (Atassut) blev ny boligminister og Kim Kielsen (Siumut) ny miljø- og naturminister.
Den 6. januar 2014 trådte Karl Lyberth tilbage efter at have påtaget sig ansvaret for en fejlagtig reduktion af hellefiskekvoten på 441 tons. Han blev afløst af Finn Karlsen, som officielt blev valgt til embedet den 27. januar. Under det ekstraordinære møde, der var planlagt til dette formål, fremsatte Inuit Ataqatigiit et forslag til mistillidsvotum til regeringen, som blev afvist.

## Ministre
|                                       | Minister             | Parti        | Fra              | Til                |
| ------------------------------------- | -------------------- | ------------ | ---------------- | ------------------ |
| Regeringsleder                        | Aleqa Hammond        | Siumut       | 26. marts 2013   | 30. september 2014 |
| Portefølje                            | Minister             | Parti        | Fra              | Til                |
| Erhverv og råstoffer                  | Jens-Erik Kirkegaard | Siumut       | 26. marts 2013   | 1. oktober 2014    |
| Finans- og indenrigsanliggender       | Vittus Qujaukitsoq   | Siumut       | 26. marts 2013   |                    |
| Fiskeri, fangst og landbrug           | Karl Lyberth         | Siumut       | 26. marts 2013   | 6. januar 2014     |
| Fiskeri, fangst og landbrug           | Finn Karlsen         | Siumut       | 27. januar 2014  |                    |
| Familie- og justits                   | Martha Lund Olsen    | Siumut       | 26. marts 2013   |                    |
| Uddannelses-, kultur- og ligestilling | Nick Nielsen         | Siumut       | 26. marts 2013   | 1. oktober 2014    |
| Sundheds- og infrastruktur            | Steen Lynge          | Atassut      | 26. marts 2013   | 1. oktober 2014    |
| Bolig, natur og miljø                 | Mette Lynge          | Partii Inuit | 26. marts 2013   | 5. november 2013   |
| Bolig                                 | Siverth K. Heilmann  | Atassut      | 5. november 2013 | 1. oktober 2014    |
| Miljø og natur                        | Kim Kielsen          | Siumut       | 5. november 2013 |                    |